# ریبارتسی
ریبارتسی (به بلغاری: Ribartsi) یک منطقهٔ مسکونی در بلغارستان است که در شهرستان آردینو واقع شده‌است.
 ریبارتسی ۱٫۹۹۷ کیلومتر مربع مساحت و ۴۴ نفر جمعیت دارد.